# Jupiter (Schiff, 1914)
Die Jupiter war ein Tanker der DAPG, der zum Zeitpunkt der Indienststellung 1914 mit 28.507 m³ Raumvolumen der größte Tanker der Welt war.

## Geschichte
Das Schiff wurde 1914 im Auftrag der DAPG von den Howaldtswerken in Kiel gebaut. Auf der ersten Reise von Hamburg nach New York erreichte das Schiff am 10. August 1914 Cape Henry. Hier wurde es unter die US-amerikanische Flagge gebracht.
1915 ging das Schiff an die Standard Oil Co. Neuer Name wurde Standard. Ab 1927 fuhr es für die Standard Shipping Co., bevor es 1935 zur Standard Oil Co. zurückkam.
1939 wurde die Panama Transport Co. neuer Betreiber des Schiffes. Zehn Jahre später, 1949, ging das Schiff an die American European Tanker Co., die es noch fünf Jahre betrieb. Im vierten Quartal 1954 wurde das Schiff in La Spezia abgebrochen.